# 精技電腦
精技電腦股份有限公司（Unitech Computer Co., Ltd.）為一家臺灣的電子科技公司，主要有兩大事業群，分別為科技產品通路事業群及自動資料收集器事業群，後2008年自動資料收集器事業群拆分為子公司精聯電子。目前董事長為葉佳紋。

## 公司簡介
- 1979年3月，精技電腦成立於臺北縣，初期以應用微處理器提供顧客自動化系統為主要業務。

- 1998年2月股票在中華民國證券櫃檯買賣中心上櫃.
- 2000年9月11日股票轉在臺灣證券交易所上市。

- 2008年1月1日，自動資料收集相關業務分割至100%持有之子公司「精聯電子股份有限公司」。

## 外部連結
- 精技電腦 （页面存档备份，存于）
- 精聯電子 （页面存档备份，存于）